# Eljas Per Olsson
Eljas Per Olsson (i riksdagen kallad Olsson i Björbo), född 17 oktober 1800 i Floda församling, Kopparbergs län, död där 14 juli 1882, var en svensk lantbrukare och politiker. Han företrädde bondeståndet i Nås och Malungs tingslag vid ståndsriksdagen 1853/54 och företrädde Nås, Järna och Floda tingslag samt Malungs, Lima och Äppelbo tingslag vid ståndsriksdagen 1865–1866. Han är begravd på Floda kyrkogård.